# 3-тя саперна армія (СРСР)
Тре́тя сапе́рна а́рмія (3 СА) — об'єднання інженерних військ, армія саперів у Збройних силах СРСР під час Німецько-радянської війни у 1941–1942.

## Історія
Сформована в жовтні 1941 року в Московському військовому окрузі у складі 4, 5, 6-й та 7-й саперних бригад. Штаб армії розташовувався в Ярославлі.
З лютого 1942 року — в підпорядкуванні Московської зони оборони, виконувала спільно з 35, 36-ю і 37-ю бригадами 1-ї саперної армії роботи на Можайській лінії оборони по будівництву укріплених районів на далеких підступах до Москви.
У березні — квітні 1942 року були розформовані 5-та і 7-ма бригади армії; у вересні — 4-та й 6-та бригади, а управління армії перетворено на 34-те управління оборонного будівництва.

## Командування
- Командувачі:
  - старший майор держбезпеки Раппопорт Я. Д. (листопад 1941 — лютий 1942);
  - генерал-майор інженерних військ Петров І. А. (лютий — квітень 1942);
  - полковник Бринзов І. М. (квітень — серпень 1942);
  - полковник Гречкин С. П. (серпень — вересень 1942).